# Jan Eilander
Jan Eilander (1959) is een Nederlands scenarist, programmamaker, regisseur en producent. Daarnaast is hij schrijver en publicist. Hij schreef columns voor onder meer HP/De Tijd en de Volkskrant maar ook verschillende boeken, zowel voor volwassenen als voor kinderen. Verder is Eilander sinds het midden van de jaren negentig zanger van de band Trio Bier (Oud West).

## Journalistiek
Jan Eilander ging na het atheneum naar de School voor Journalistiek in Utrecht. In 1982 begon hij bij het VPRO-programma BG-TV als programmamaker. Tussen 1979 en 1991 was hij redacteur en columnist bij HP/De Tijd. Ook werkte hij op freelancebasis voor kranten en tijdschriften, als Nieuwe Revu, Het Parool, Vrij Nederland en de VARAgids. Ook bij de Volkskrant was hij vanaf 2001 enige tijd columnist.

## Televisie
Eilander was als scenarist, presentator, regisseur en/of producent betrokken bij de productie van documentaires, dramaseries en andere televisieprogramma's. Eilander was als scenarioschrijver betrokken bij onder andere Hartverscheurend (1992, bekroond met de speciale juryprijs op het Filmfestival van Locarno en de Prijs van de Nederland Filmkritiek op het Nederlands Film Festival). Verder schreef Eilander scenario's voor televisiefilms en -series voor kinderen en jongeren, zoals Lieve Aisja (VARA, 1996, genomineerd voor de Kinderkast op het Cinekidfestival) en Ik ben Willem (VPRO, 2002, bekroond met de Grote Kinderkast 2003 en The Golden Chest, Bulgarije 2004).
Daarnaast maakte Eilander documentaires. Tot de bekendste daarvan horen Rock-'n-Roll Junkie (VPRO, 1996, genomineerd voor het Gouden Kalf voor beste lange documentaire) en André Hazes: Zij gelooft in mij (1999).
Jan Eilander werkt samen met filmmaakster Mijke de Jong, met wie hij getrouwd is.

## Boeken
Onder de boeken die Eilander schreef bevinden zich een tweetal jeugdromans, Rafael en Raffie. Die jeugdboeken draaien beide rond de voetbaldromen van de jonge Rafael, geïnspireerd op Eilanders eigen zoon. Eilander schreef Rafael aanvankelijk als filmscenario. Nadat duidelijk werd dat de financiering voor de film niet rond zou komen, besloot hij de tekst om te schrijven tot een jeugdroman. Later heeft hij beide boeken ook zelf ingesproken als audioboek. In 2011 schreef hij het boek Cruijffie. Dit boek gaat over de jongensjaren van de legendarische Johan Cruijff. Het is deels gebaseerd op de jeugd van Johan maar ook geromantiseerd.